# 中華人民共和國中央人民政府成立典禮
中華人民共和國中央人民政府成立典禮（或稱開國大典）是指1949年10月1日在北京（前稱北平）為中华人民共和国中央人民政府成立而舉行的儀式，標誌著中華人民共和國的建立。中華人民共和國政府此後定10月1日為国庆节。
仪式于当地时间下午3时在北京天安门广场举行。主持仪式的为毛泽东、朱德、刘少奇、周恩来、宋庆龄、李济深、张澜、高岗等人。当时世界上绝大多数国家尚与中華民國政府維持外交关系，这些国家并没有派代表出席这次仪式。唯一的外宾观礼团为9月30日刚到的以亚历山大·亚历山大罗维奇·法捷耶夫、康斯坦丁·西蒙诺夫为首的43人苏联文化艺术科学工作者代表团。
参加仪式的还有中国人民政治协商会议第一届全体会议全体代表，工人、农民、市民、学校师生、机关工作人员、城防部队等约三十万人。

## 历史背景
中國抗日戰爭勝利後，隨着國際形勢變化，特別是冷戰局面開始，國共合作局面也結束；掌握政權之中國國民黨憑藉美國之援助發動與中国共产党之內戰，但是由於缺少民眾尤其是農民支持而遭到徹底失敗:182。中国的第二次国共内战进行到1949年下半年，共产党领导的中国人民解放军已控制了大部分的中国大陆的领土。中國國民黨領袖蔣介石率部退到台灣島，毛澤東領導之中國共產黨成為執政黨:182。9月时在中国共产党领导下，中国共产党、各民主党派、人民团体與社會各界人士在北平召开了中国人民政治协商会议第一届全体会议，会议决定建立一个国家名称不同于中華民國的“新中国”，按照《中国人民政治协商会议共同纲领》，这个新国家的国号为中华人民共和国，并定于1949年10月1日举行建国仪式。
9月21日，中共中央主席毛泽东在中国人民政治协商会议第一届全体会议开幕式上宣布：“我们团结起来，以人民解放战争和人民大革命打倒了内外压迫者，宣布中华人民共和国的成立了。”

## 前期准备
1949年10月1日下午2時，毛泽东在中南海勤政殿主持召开中央人民政府委员会第一次会议，中央人民政府宣告成立，會議接受《中國人民政治協商會議共同綱領》為政府施方針:9。按照《第一届中国人民政治协商会议共同纲领》，毛泽东就任中央人民政府主席，朱德、刘少奇、宋庆龄、李济深、张澜、高岗就职为中央人民政府副主席，周恩来就任中央人民政府政务院总理兼外交部部长，朱德就职为中国人民解放军总司令。隨后，毛泽东和中央人民政府委員會全体委员，分別乘車駛向天安门:9。當毛泽东出現在主席台時，天安門廣埸上30萬群眾立即歡呼:11。下午2点55分，仪式正式开始。

## 仪式过程

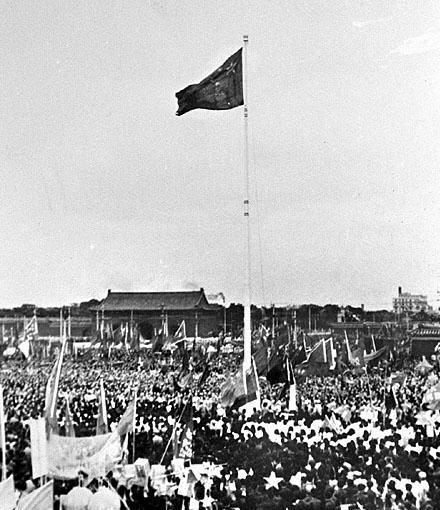
毛泽东按下电钮，第一面中华人民共和国国旗在天安门广场缓缓升起，背后为长安左门（现已被拆除）。

1949年10月1日，毛澤東在北京的天安門城樓宣布中華人民共和國成立，人們為表達對獨立新生國家之喜愛，稱其為「新中國」；新中國首都設在北京，中國共產黨中央委員會主席毛澤東當選中華人民共和國中央人民政府主席，政務院總理是周恩來:182。朱德、刘少奇、宋庆龄、李济深、张澜、高岗当选中央人民政府副主席。

### 仪式开始
下午3時，开国大典開始，中央人民政府秘書長林伯渠宣佈開會。

### 仪式高潮
毛泽东称：「中华人民共和国中央人民政府今天成立了。」:11
|                                                      | 同胞们，中华人民共和国中央人民政府今天成立了！ |
| ——1949年10月1日15:00（当地时间），毛泽东于北京天安门 |                                                |

### 升旗仪式
接著，毛澤東按動電鈕，在中華人民共和國國歌《义勇军进行曲》旋律中，中华人民共和国国旗——五星红旗升起，全場肅立；廣場上54門禮炮齊鸣28響，象徵著中國共產黨領導中國各族人民28年奮鬥歷程:11。此前被《中国人民政治协商会议共同纲领》定为国旗的五星红旗的第一次在公共场合升起。广场上响起欢呼声，欢庆中华人民共和国的诞生。
升旗結束後，毛泽东宣读《中华人民共和国中央人民政府公告》:13，公告全文内容如下：
自蔣介石國民黨反動派政府背叛祖國，勾結帝國主義，發動反革命戰爭以來，全國人民處於水深火熱的情況之中。幸賴我人民解放軍在全國人民援助之下，爲保衛祖國的領土主權，爲保衛人民的生命財產，爲解除人民的痛苦和爭取人民的權利，奮不顧身，英勇作戰，得以消滅反動軍隊，推翻國民政府的反動統治。現在人民解放戰爭業已取得基本的勝利，全國大多數人民業已獲得解放。在此基礎之上，由全國各民主黨派、各人民團體、人民解放軍、各地區、各民族、國外華僑及其他愛國民主分子的代表們所組成的中國人民政治協商會議第一屆全體會議業已集會，代表全國人民的意志，制定了中華人民共和國中央人民政府組織法，選舉了毛澤東爲中央人民政府主席，朱德、劉少奇、宋慶齡、李濟深、張瀾、高崗爲副主席，陳毅、賀龍、李立三、林伯渠、葉劍英、何香凝、林彪、彭德懷、劉伯承、吳玉章、徐向前、彭眞、薄一波、聶榮臻、周恩來、董必武、賽福鼎、饒漱石、陳嘉庚、羅榮桓、鄧子恢、烏蘭夫、徐特立、蔡暢、劉格平、馬寅初、陳雲、康生、林楓、馬敘倫、郭沫若、張雲逸、鄧小平、高崇民、沈鈞儒、沈雁冰、陳叔通、司徒美堂、李錫九、黃炎培、蔡廷鍇、習仲勳、彭澤民、張治中、傅作義、李燭塵、李章達、章伯鈞、程潛、張奚若、陳銘樞、譚平山、張難先、柳亞子、張東蓀、龍雲爲委員，組成中央人民政府委員會，宣告中華人民共和國的成立，並決定北京爲中華人民共和國的首都。中華人民共和國中央人民政府委員會於本日在首都就職，一致決議：宣告中華人民共和國中央人民政府的成立，接受中國人民政治協商會議共同綱領爲本政府的施政方針，互選林伯渠爲中央人民政府委員會秘書長，任命周恩來爲中央人民政府政務院總理兼外交部部長，毛澤東爲中央人民政府人民革命軍事委員會主席，朱德爲人民解放軍總司令，沈鈞儒爲中央人民政府最高人民法院院長，羅榮桓爲中央人民政府最高人民檢察署檢察長，並責成他們從速組成各項政府機關，推行各項政府工作。同時決議：向各國政府宣佈，本政府爲代表中華人民共和國全國人民的唯一合法政府。凡願遵守平等、互利及互相尊重領土主權等項原則的任何外國政府，本政府均願與之建立外交關係。特此公告。
中华人民共和国中央人民政府主席　毛泽东
　　　　　　　　　　一九四九年十月一日

## 阅兵式与游行

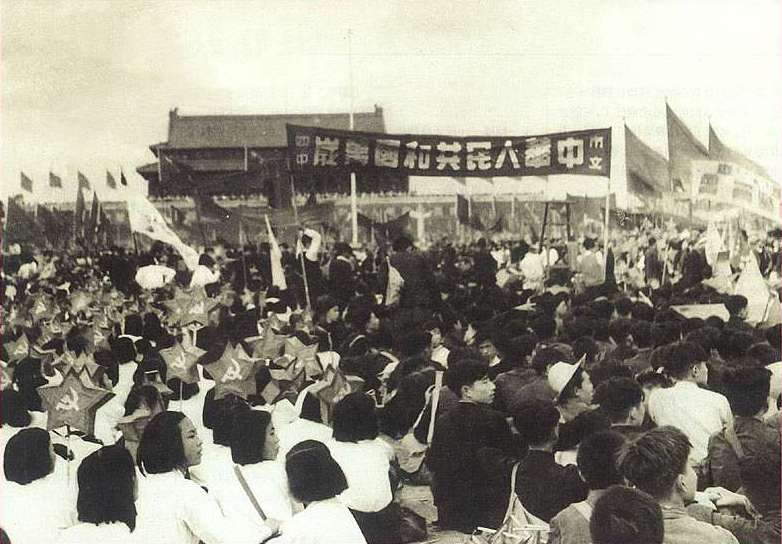
开国大典盛况

### 阅兵
设立了阅兵指挥机构。朱德任阅兵司令，聂荣臻任阅兵总指挥，第20兵团司令员杨成武、华北军区参谋长唐延杰、华北军区司令部作战处处长唐永健、中共北平市委副书记刘仁、北京市總工會主席肖明、中国共产主义青年团北京市委员会（北京团市委）書記肖松等为副总指挥，下设阅兵指挥所负责处理阅兵的各项具体事宜。
开国典礼仪式之后，中国人民解放军举行了建國後第一次阅兵。
开国大典及阅兵的伴奏为华北军区军乐队、军乐团总指挥为罗浪。五星国旗升起时奏代国歌《义勇军进行曲》。
开国大典54门礼炮鸣放28响，寓意为出席中国人民政治协商会议的代表分为54个大单位，从中共建党到建国历时28年。由华北军区特种兵纵队组成一个礼炮团，位置在天安门东南角，特纵战车团参谋长韩怀志任礼炮队指挥员。108门山炮分成两组，一组发射、一组装填，交替工作。卸掉弹头的炮弹的发射药筒口用油纸封堵。当毛泽东主席亲手摁动电钮，在天安门广场升起五星国旗时，第一声礼炮响，然后大约每隔34秒鸣放一响。
礼炮鸣放完毕，朱德乘阅兵车在聂荣臻的陪同下去东长安街检阅了各军种的队伍，然后驱车回到天安门上，宣佈阅兵式开始。受阅部队由中国人民解放军步兵第199师、炮兵第4师、战车第3师、骑兵第3师、中国人民中央公安纵队第1师第1团（原华北军区独立第207师第619团于1949年9月4日改称）、空军1个飞行中队以及海军部队代表等1.64万余名官兵组成，共动用飞机17架、火炮119门、坦克和装甲车152辆、汽车222台、军马2344匹（全部换上新马掌）。受阅方阵到天安门主席台的东侧时，在口令的指挥下敬礼。方阵成员向主席台转头行进注目礼，同时将枪支上举，行持枪礼；主席台上的军人以军礼回敬，毛泽东及其他领导人举手回礼。出场按照海、陆、空顺序历时150分钟。

### 群众游行
仪式之后，在场人员举行了游行。

## 各方反应
- 中華民國
  -  中國國民黨总裁蔣中正于1949年10月9日在臺北市发表《中华民国三十八年国庆纪念告全国军民同胞书》[14]，将中共政府视为苏联控制的傀儡政府。
- 苏联
  - 1949年10月2日，中华人民共和国宣布成立的第二天，蘇聯政府照會，宣布承认中华人民共和国，并决定與中華人民共和國建立外交關係，並互派大使。苏联自此成为第一个与中华人民共和国建立正式外交关系的国家。几天后苏联便与中华民国断交。在苏联承认中华人民共和国以后，越来越多的国家纷纷与中华人民共和国建交（早期以朝鲜等社会主义国家为主），并与蒋介石领导的中华民国断交或仅保留代办关系。1971年，联合国通过第2758号决议，此后中华人民共和国开始被更多国家视为代表中国的唯一合法政权。

## 文化影响
以开国大典为题材的文藝作品有：
- 董希文油画《开国大典》。
- 長春電影製片廠1989年電影《開國大典》。
- 2009年电影《建国大业》。
- 2019年电影《我和我的祖国》（值得注意的是，开国大典的情节在于第一部分“前夜”，也就是保障新中国首次电动升旗万无一失的背景）。

## 图集

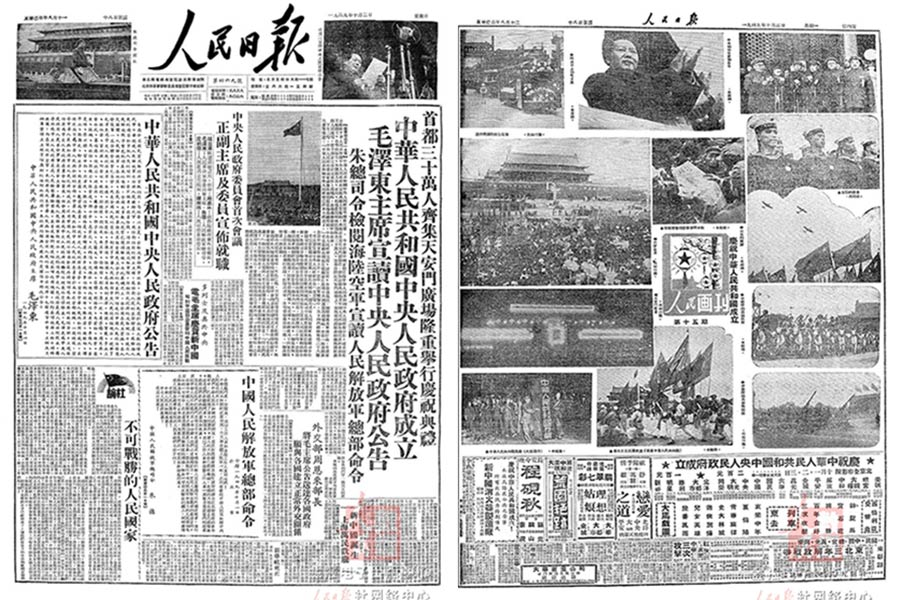
1949年10月2日《人民日报》，报道了开国大典的新闻。
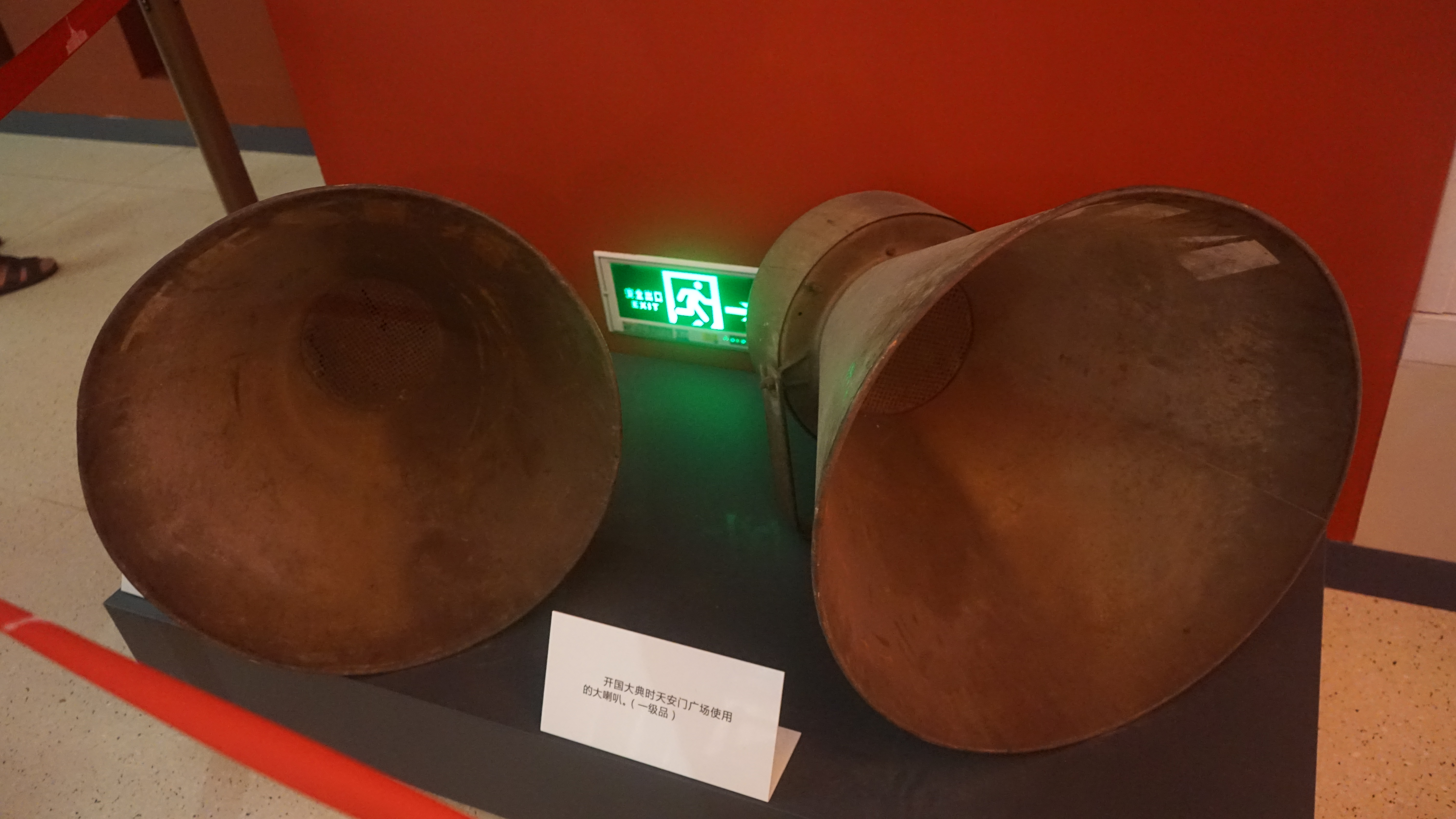
开国大典时天安门城楼上使用的喇叭，现藏军事博物馆。
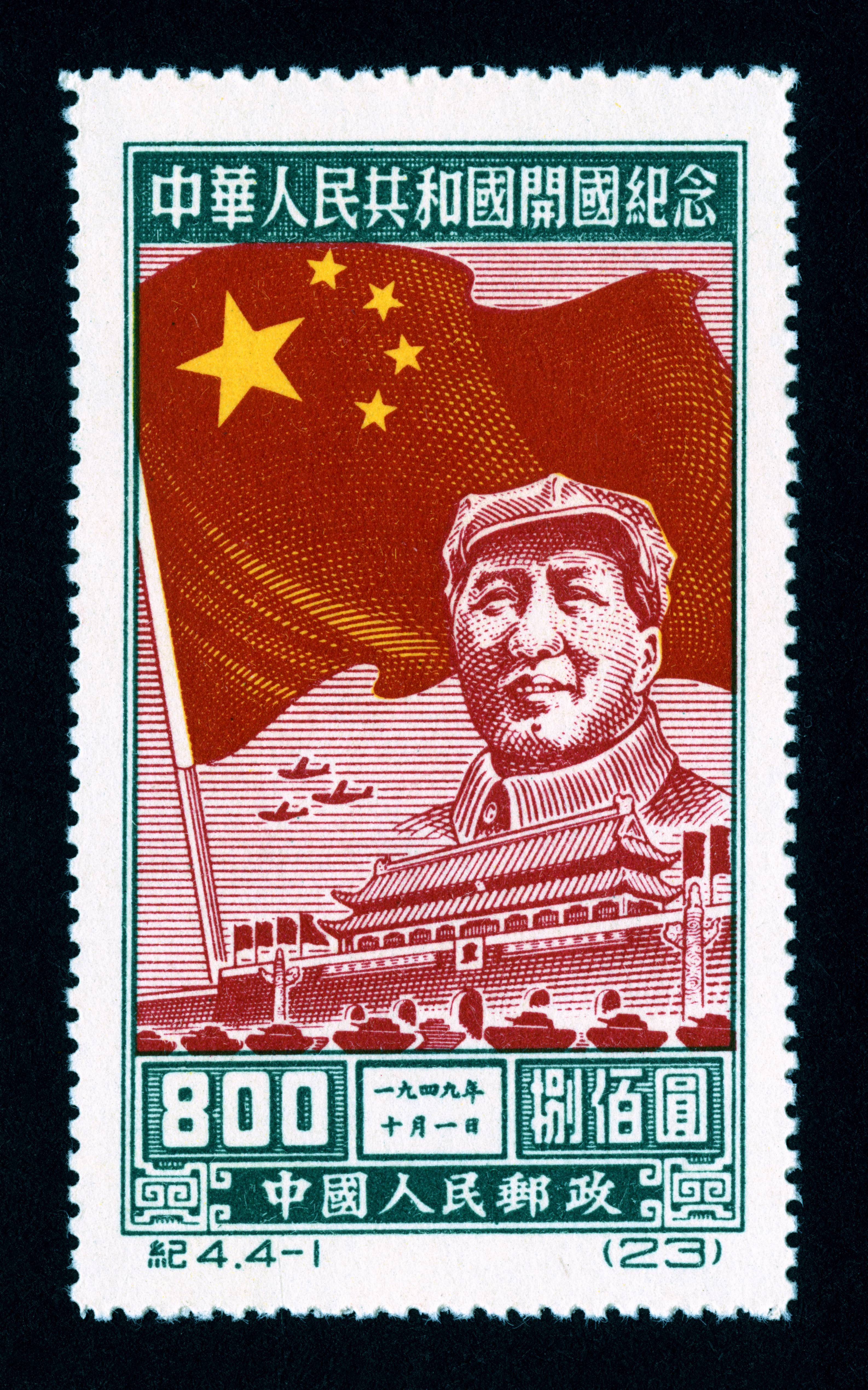
中国人民邮政《中华人民共和国开国纪念》邮票。
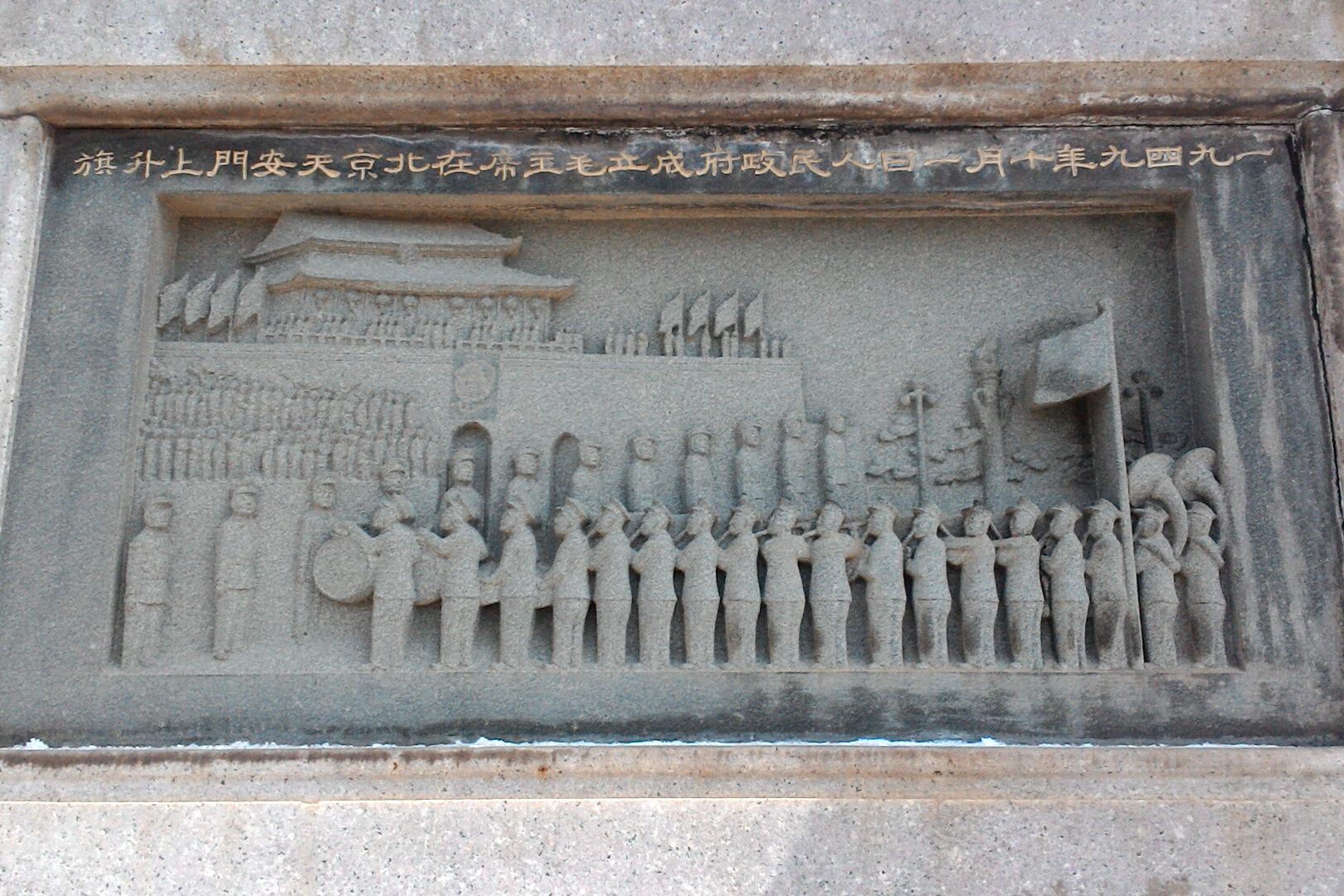
集美解放紀念碑《一九四九年十月一日人民政府成立毛主席在北京天安門上升旗》浮雕。
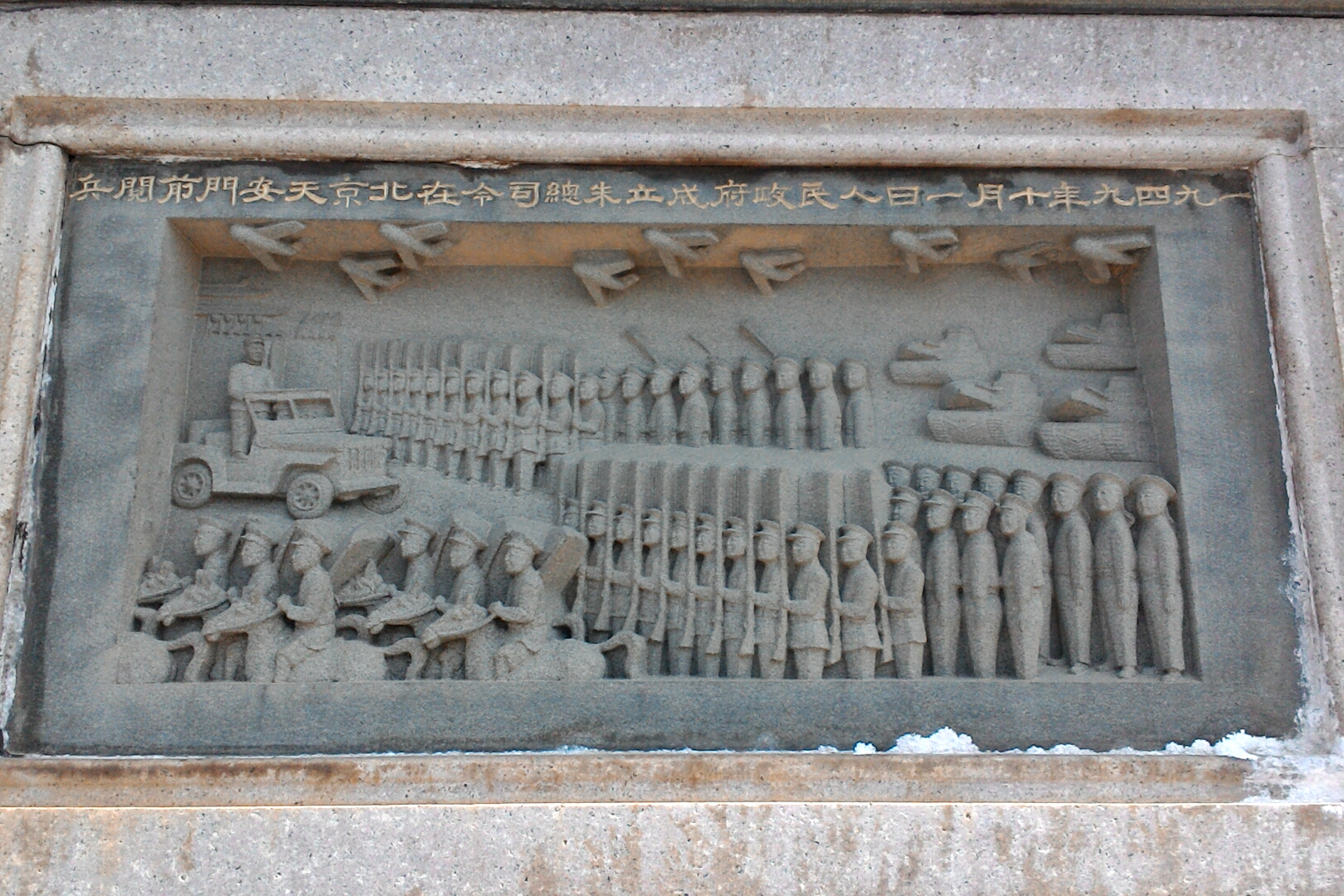
集美解放紀念碑《一九四九年十月一日人民政府成立朱總司令在北京天安門前閱兵》浮雕。
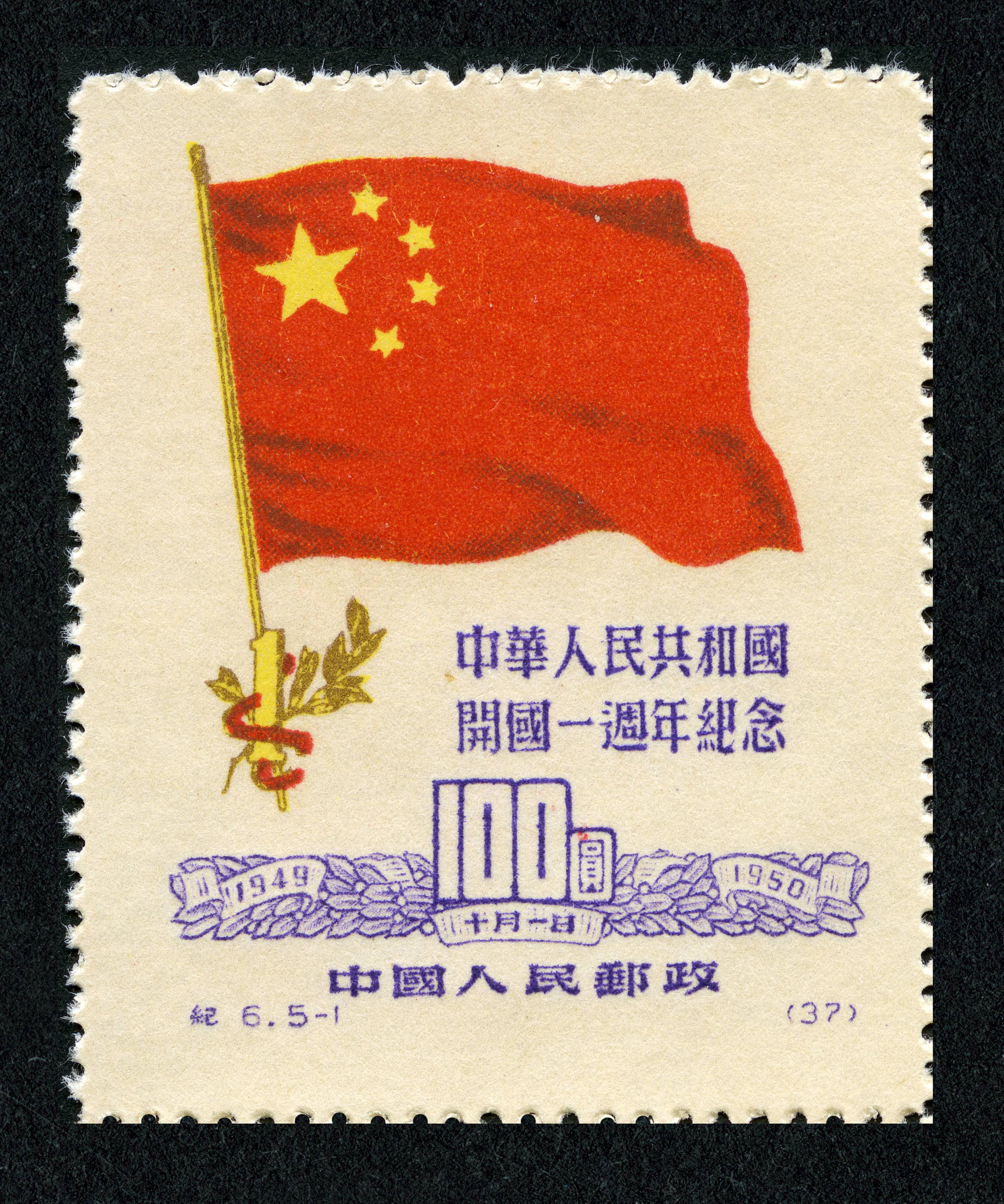
中華人民共和國開國一週年紀念郵票